# Stool Pigeon (film)
Stool Pigeon è un film muto del 1928 diretto da Renaud Hoffman. Prodotto dalla Columbia Pictures, aveva come interpreti Olive Borden, Charles Delaney, Lucy Beaumont, Louis Natheaux, Clarence Burton.

## Trama
Jimmy Wells, per poter dare alla madre una vita migliore, si unisce a un giro di malviventi. Lì conosce Goldie, la ragazza di Butch, il capo della banda, provocando l'inimicizia di quest'ultimo che, quando la polizia viene informata del progetto di una rapina in banca, crede che a fare la spia sia stato Jimmy. Buth spara a Jimmy che si salva solo perché un portasigarette ferma il proiettile. Goldie, per vendetta, informa la polizia e il detective Shields prepara per la gang una trappola nella quale Butch resta ucciso. Shields permette a Jimmy di partire per l'Ovest dove il giovane potrà iniziare una nuova vita insieme a sua madre.

## Produzione
Il film fu prodotto dalla Columbia Pictures.

## Distribuzione
La Columbia Pictures distribuì il film nelle sale statunitensi il 25 ottobre 1928. Nel Regno Unito, fu distribuito dalla Woolf & Freedman Film Service con il titolo The Decoy.
Il copyright del film, richiesto dalla Columbia, fu registrato il 27 novembre 1928 con il numero LP25871.

### Conservazione
Copia completa della pellicola si trova conservata negli archivi della Lobster Films di Parigi.